# Оффенбюттель
Оффенбюттель (нем. Offenbüttel) — община в Германии, в земле Шлезвиг-Гольштейн. 
Входит в состав района Дитмаршен. Подчиняется управлению КЛьГ Альберсдорф.  Население составляет 293 человека (на 31 декабря 2010 года). Занимает площадь 14,25 км².
Коммуна подразделяется на 6 сельских округов.